# Паррес
Паррес (ісп. Parres) — муніципалітет в Іспанії, у складі автономної спільноти Астурія. Населення — 5842 осіб (2009).[джерело?]
Муніципалітет розташований на відстані близько 350 км на північ від Мадрида, 55 км на схід від Ов'єдо.
Муніципалітет складається з таких паррокій: Боде, Кастієльйо, Кайярга, Кофіньйо, Кольїя, Куадровенья, Фіос, Уера-де-Дего, Льєранді, Маргольєс, Монтес-де-Себарес, Неварес, Пендас, Сан-Хуан-де-Паррес, Соррібас, Віабаньйо, Вільянуева.

## Демографія
Динаміка населення (INE ):

## Галерея зображень

Розташування муніципалітету
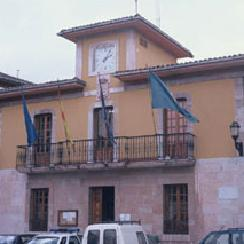
Муніципальна рада
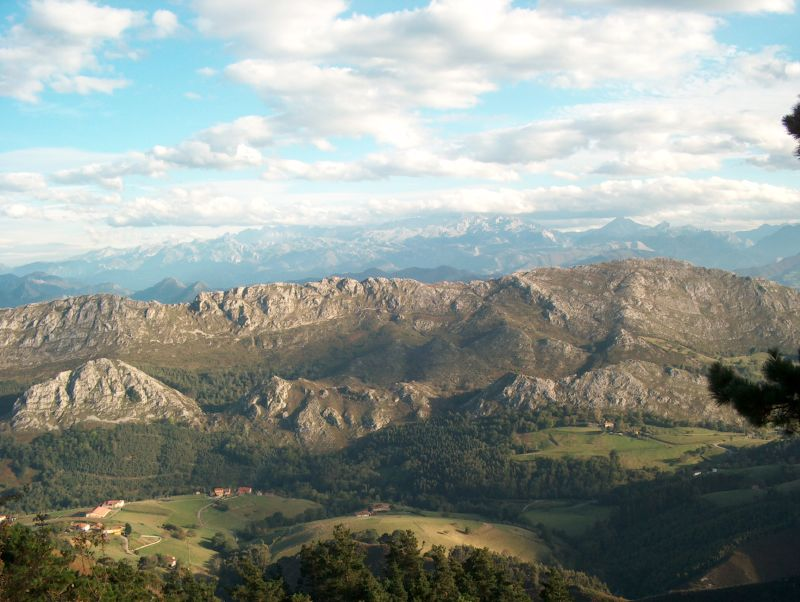
Сьєрра-дель-Суеве